# Kościół św. Klemensa w Nadarzynie
Kościół świętego Klemensa w Nadarzynie – rzymskokatolicki kościół parafialny należący do dekanatu raszyńskiego archidiecezji warszawskiej.
Świątynia została wybudowana w 1806 roku i ufundowana przez hrabiego Tomasza Adama Ostrowskiego według projektu architekta Jakuba Kubickiego. Wzniesiona została na miejscu poprzedniej, drewnianej budowli.
Kościół został wybudowany w stylu neoklasycystycznym na planie owalu, z jednej strony posiada kruchtę, a po przeciwnej stronie zakrystię. Budowla stoi na fundamentach murowanych z cegły. Wnętrze świątyni jest ozdobione 12 kolumnami w stylu doryckim podtrzymującymi fryz, na którym jest oparta więźba dachowa (zachowała się w oryginalnym stanie do dzisiaj). Dach kościoła jest pokryty blachą, a pierwotnie był pokryty dachówką.
Świątynia jest ozdobiona obrazami namalowany przez Kazimierza Woźniakowskiego, ucznia Marcella Bacciarellego. W ołtarzu głównym jest umieszczony obraz "Pana Jezusa Ukrzyżowanego", natomiast w ołtarzach bocznych są umieszczone obrazy: "Zwiastowanie NMP" oraz "Święta Anna". W oknach są umieszczone witraże przedstawiające: Matkę Bożą Różańcową, św. Klemensa, św. Stanisława, bł. Czesława, św. Andrzeja Boboli i św. Kazimierza.